# Marzia Caravelli
Marzia Caravelli (ur. 23 października 1981 w Pordenone) – włoska lekkoatletka specjalizująca się w sprinterskich biegach przez płotki.
Półfinalistka mistrzostw Europy w Barcelonie (2010). Rok później odpadła w eliminacjach podczas mistrzostw świata w Daegu. Szósta zawodniczka biegu na 60 metrów przez płotki w trakcie halowego czempionatu globu w Stambule. Półfinalistka igrzysk olimpijskich w Londynie (2012). W 2013 dotarła do półfinału halowego czempionatu Europy i mistrzostw świata oraz zdobyła złoty medal igrzysk śródziemnomorskich. 
Wielokrotna mistrzyni Włoch oraz reprezentantka kraju na drużynowych mistrzostwach Europy i w meczach międzypaństwowych.

## Osiągnięcia
| Rok  | Impreza                                 | Miejsce        | Konkurencja                     | Lokata     | Wynik   |
| ---- | --------------------------------------- | -------------- | ------------------------------- | ---------- | ------- |
| 2010 | Superliga drużynowych mistrzostw Europy | Bergen         | bieg na 100 metrów przez płotki | 6. miejsce | 13,10   |
| 2010 | Mistrzostwa Europy                      | Barcelona      | bieg na 100 metrów przez płotki | półfinał   | 13,50   |
| 2011 | Superliga drużynowych mistrzostw Europy | Sztokholm      | bieg na 100 metrów przez płotki | 3. miejsce | 13,21   |
| 2011 | Mistrzostwa świata                      | Daegu          | bieg na 100 metrów przez płotki | eliminacje | 13,29   |
| 2012 | Halowe mistrzostwa świata               | Stambuł        | bieg na 60 metrów przez płotki  | półfinał   | 8,12    |
| 2012 | Mistrzostwa Europy                      | Helsinki       | bieg na 100 metrów przez płotki | 6. miejsce | 13,11   |
| 2012 | Igrzyska olimpijskie                    | Londyn         | bieg na 100 metrów przez płotki | półfinał   | DQ      |
| 2013 | Halowe mistrzostwa Europy               | Göteborg       | bieg na 60 metrów przez płotki  | półfinał   | 8,12    |
| 2013 | Igrzyska śródziemnomorskie              | Mersin         | bieg na 100 metrów przez płotki | 1. miejsce | 12,98   |
| 2013 | Mistrzostwa świata                      | Moskwa         | bieg na 100 metrów przez płotki | półfinał   | 13,06   |
| 2013 | Mistrzostwa świata                      | Moskwa         | sztafeta 4 × 100 metrów         | eliminacje | 44,05   |
| 2014 | Halowe mistrzostwa świata               | Sopot          | bieg na 60 metrów przez płotki  | półfinał   | 7,97    |
| 2014 | Mistrzostwa Europy                      | Zurych         | bieg na 200 metrów              | półfinał   | 23,23   |
| 2014 | Mistrzostwa Europy                      | Zurych         | bieg na 100 metrów przez płotki | półfinał   | 13,06   |
| 2014 | Mistrzostwa Europy                      | Zurych         | sztafeta 4 × 100 metrów         | 4. miejsce | 43,26   |
| 2016 | Mistrzostwa Europy                      | Amsterdam      | bieg na 400 metrów przez płotki | półfinał   | 56,45   |
| 2016 | Igrzyska olimpijskie                    | Rio de Janeiro | bieg na 400 metrów przez płotki | eliminacje | 57,77   |
| 2017 | Superliga drużynowych mistrzostw Europy | Lille          | sztafeta 4 × 400 metrów         | 6. miejsce | 3:29,84 |
| 2017 | Mistrzostwa świata                      | Londyn         | bieg na 400 metrów przez płotki | eliminacje | 56,92   |

## Rekordy życiowe
- Bieg na 60 metrów przez płotki (hala) – 7,97 (2014)
- Bieg na 100 metrów przez płotki – 12,85 (2012) były rekord Włoch
- Bieg na 300 metrów przez płotki – 39,00 (2014) rekord Włoch
- Bieg na 400 metrów przez płotki – 55,69 (2016)